# Ubel
Ubel är ett vattendrag i Eritrea. Det ligger i den centrala delen av landet, 100 km sydväst om huvudstaden Asmara.